# Batagur affinis
Espèce
Synonymes
- Tetraonyx affinis Cantor, 1847

Statut CITES
Batagur affinis ou tortue royale est une espèce de tortues de la famille des Geoemydidae.
C'est la plus grande des Batagur : la longueur de sa carapace  peut mesurer jusqu'à 62,5 cm.

## Répartition
Cette espèce se rencontre à Sumatra en Indonésie, en Malaisie occidentale et au Cambodge. Sa présence est incertaine en Birmanie et en Thaïlande. Elle a disparu de Singapour et du Viêt Nam.

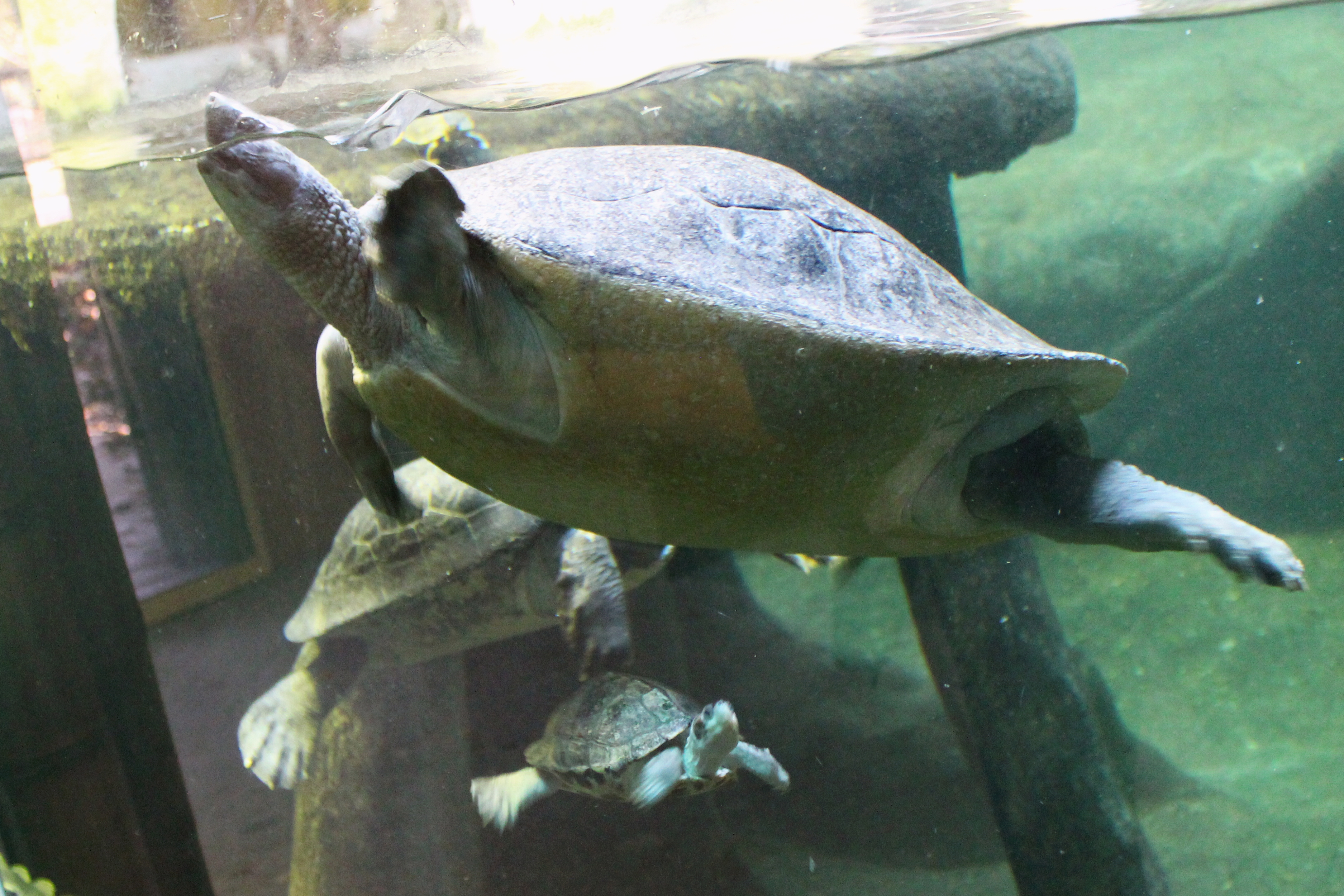

## Description
Cette grande tortue diurne essentiellement herbivore présente un dichromatisme sexuel pendant la saison des amours : les mâles se dotent dune tête noir de jais et d'iris tout blanc.

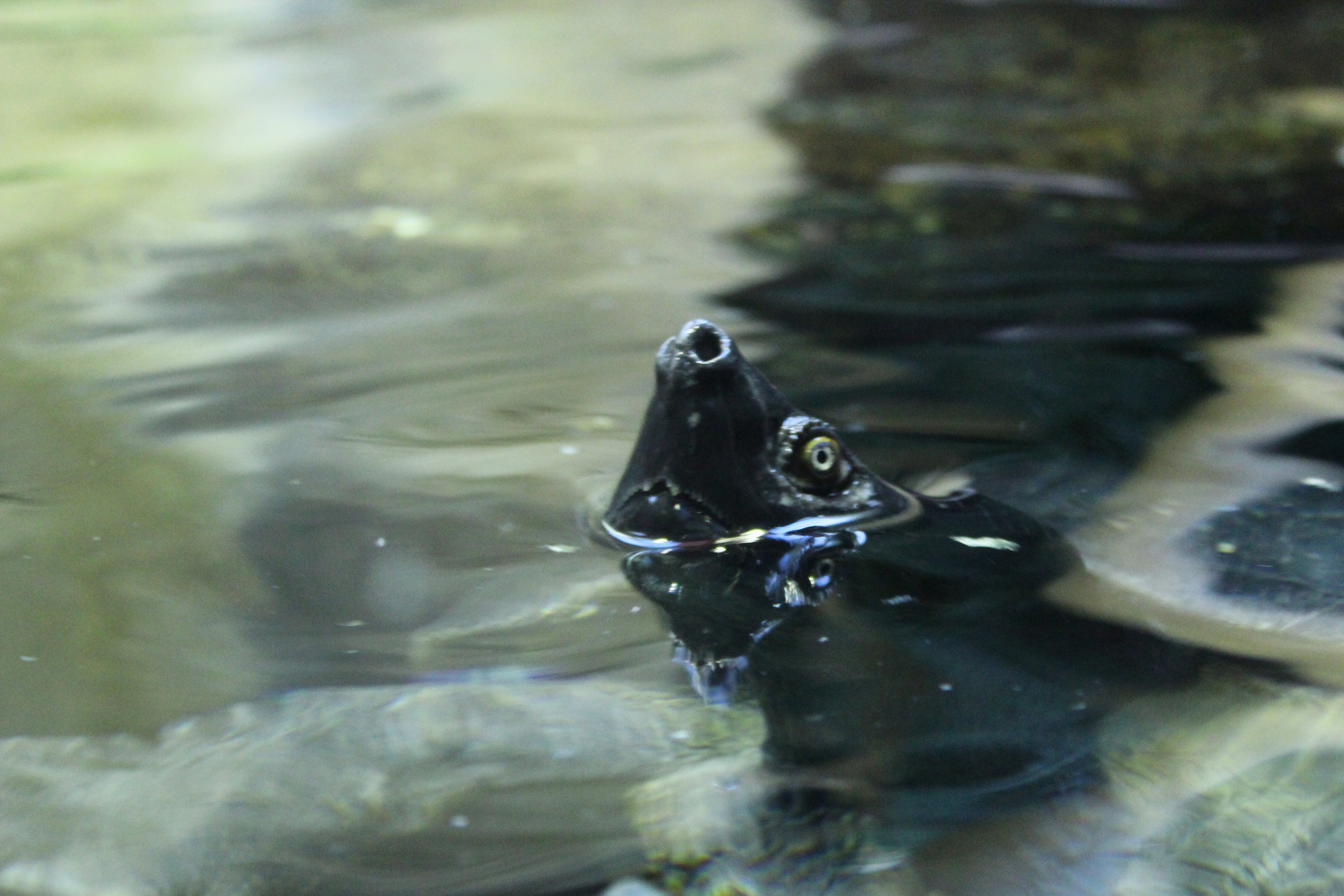

## Reproduction
Les femelles Batagur affinis remontent les rivières à la saison sèche pour nicher sur les bancs de sable exposés au soleil. La nidification est nocturne. Elles repartissent les œufs de leur ponte (une vingtaine) entre 2 à 4 nids, tous situés à moins de 6 mètres les uns des autres.

## Menaces et protection
La tortue royale est en danger d'extinction à cause de la chasse (très forte demande au Vietnam et en Chine comme spécialité culinaire ou pour la médecine traditionnelle) mais aussi à cause de l'extraction de sable, qui détruit les rivages où elle pond ses œufs.
Le centre de conservation des reptiles de Koh Kong, le seul établissement destiné à la conservation des tortues au Cambodge, compte actuellement 192 tortues royales et en libère chaque année des dizaines dans la nature. En mars 2021, L'ONG Wildlife Conservation Society (WCS) a annoncé que quatre tortues royales élevées en captivité avaient pondu avec succès 71 œufs, une première qui suscite de l'espoir pour l'avenir de cette espèce.

## Liste des sous-espèces
Selon TFTSG (15 juin 2011) :
- Batagur affinis affinis (Cantor, 1847)
- Batagur affinis edwardmolli Praschag, Holloway, Georges, Päckert, Hundsdörfer & Fritz, 2009

## Publications originales
- Cantor, 1847 : Catalogue of reptiles inhabiting the Malayan Peninsula and Islands. Journal of the Asiatic Society of Bengal, vol. 16, no 2, p. 607-656, 897-952 & 1026-1078 (texte intégral).
- Praschag, Holloway, Georges, Päckert, Hundsdörfer & Fritz, 2009 : A new subspecies of Batagur affinis (Cantor, 1847), one of the world’s most critically endangered chelonians (Testudines: Geoemydidae). Zootaxa, no 2233, p. 57-68 (texte intégral).